# Fayl-Billot
Fayl-Billot is een gemeente in het Franse departement Haute-Marne (regio Grand Est). De plaats maakt deel uit van het arrondissement Langres. Fayl-Billot telde op 1 januari 2022 1.290 inwoners.
Fayl-Billot staat bekend om haar mandenvlechters (Frans: vanniers). Het plaatselijke Maison de la Vannerie vertelt over de geschiedenis en het heden van dit ambacht.

## Geografie
De oppervlakte van Fayl-Billot bedroeg op 1 januari 2022 42,9 vierkante kilometer; de bevolkingsdichtheid was toen 30,1 inwoners per km².
De N19 loopt door het dorp en vormt een verbinding met Langres in het westen en Vesoul in het oosten.

## Demografie
Onderstaande figuur toont het verloop van het inwonertal (bron: INSEE-tellingen).

## Geboren in
- Georges Darboy (1813-1871), aartsbisschop van Parijs